# Longitarsus erberi
Longitarsus erberi es una especie de insecto coleóptero de la familia Chrysomelidae. Fue descrita científicamente en 1984 por Mohr.